# Régimen de excepción
Los regímenes de excepción son un mecanismo contemplado aparte en la mayoría de legislaciones nacionales para afrontar situaciones extraordinarias y graves tales como catástrofes naturales, crisis económicas, desórdenes públicos, conflictos bélicos, y muchas más, que incluye mayores poderes para el gobierno o las fuerzas armadas y la suspensión o restricción de algunos derechos fundamentales.
Se reconocen en derecho comparado como regímenes de excepción los siguientes:
- Estado de alarma: Respuesta excepcional ante acontecimientos que impiden a las autoridades públicas mantener su funcionamiento normal.
- Estado de excepción: Asunción de poderes extraordinarios por el gobierno ante situaciones extraordinarias.
- Estado de emergencia: Activación de leyes especiales que permiten al gobierno abordar situaciones de crisis. (Ej: catástrofes naturales o humanitarios).
- Estado de sitio: Autorización del poder ejecutivo a las fuerzas armadas y/o a la policía para gestionar alteraciones graves al orden público y a la seguridad del país; puede equivaler a un estado de guerra en casos extremos.
- Estado de guerra o ley marcial: Concesión de facultades extraordinarias a las fuerzas armadas y/o a la policía para mantener la seguridad y defensa del Estado.